# Kennet Andersson
Bernt Kennet Andersson (* 6. října 1967, Eskilstuna) je bývalý švédský fotbalista. Hrával na pozici útočníka.
Se švédskou fotbalovou reprezentací získal bronzovou medaili na mistrovství Evropy roku 1992 i na mistrovství světa roku 1994. Hrál též na Euru 2000. Celkem za národní tým odehrál 83 utkání a vstřelil v nich 31 gólů.
S Laziem Řím získal v roce 1999 Superpohár UEFA (ve finále ovšem nenastoupil).
S IFK Göteborg se stal dvakrát mistrem Švédska (1990, 1991). S Laziem získal italský pohár (1999/00) a stal se s ním mistrem Itálie (1999/00). S Fenerbahçe Istanbul získal jeden turecký titul (2000/01).
Roku 1991 se stal nejlepším střelcem švédské ligy.